# Chichí Peralta
Chichi Peralta est un percussionniste et chanteur, né le 8 juillet 1966 à Saint Domingue en République dominicaine. 
Après avoir été le percussionniste de Juan Luis Guerra, il s'est lancé dans une carrière solo.

## Biographie
Sa carrière de musicien a commencé à l'âge de 4 ans lorsqu'il a construit son premier instrument de musique, un tambour.
Durant les années 1980 et 1990, il a été percussionniste professionnel de plusieurs groupes, commençant dans le groupe Fragment, puis rejoignant Fernando Echavarría et la famille André où il a passé 7 ans. plus tard à Trilogía et faisant enfin partie du groupe de Juan Luis Guerra où il resta pendant huit ans. Il travailla à la composition du documentaire Trujillo: El Poder del Jefe III (1996) et Camino a Higüey (2016), ainsi que dans la réalisation de jingles publicitaires.
Le 15 juillet 1997, il fait la sortie internationale de son album Pa 'Otro La'o, où il est producteur et arrangeur. Deux ans plus tôt, il avait sorti son premier album Tropic Inside.
Le 18 avril 2000, son troisième album De Vuelta Al Barrio est sorti, avec lequel il remporte un Grammy latin dans la catégorie Meilleur album Merengue de l'édition 2001. Dans cet album, il combine le son avec le jazz, le merengue avec guaguancó, pop aux rythmes africains et bachata aux rythmes brésilien et arabe, entre autres. Le London Symphony Orchestra et les chorales "Luz Africa" ont participé à l'enregistrement. Les sessions ont été enregistrées à Paris, en France.
Le 27 septembre 2005, son quatrième album studio, More Than Enough, a été mis en nomination pour le Latin Grammy dans la catégorie Meilleur album tropical contemporain de l'édition 2006. Il s'agissait de l'une des productions latines les plus vendues au Japon. selon la chaîne de vente spécialisée Disk Union. 
En 2007, Chichí Peralta a été déclaré ambassadeur de bonne volonté de la République dominicaine et a été nommé pour le prix Lo Nuestro dans la catégorie Artiste de l'année en merengue.
En 2009, il publie son album intitulé De Aquel Lao 'Del Río qui contient la chanson Amor samurai, une fusion de musique caribéenne et d'instruments traditionnels du folklore japonais. La même année, il travailla sur le documentaire Fierté de ma terre Samana, Fierté de ma terre Puerto Plata et Fierté de ma terre Barahona.